# Raphaël Bouvet
Raphaël Bouvet est un acteur et scénariste français, né le 24 septembre 1976.
Il a été remarqué dans le film Boys Like Us de Patric Chiha, dont il est également co-scénariste.

## Filmographie

### Acteur

#### Cinéma
- 2004 : Casa Ugalde de Patric Chiha (court métrage)
- 2005 : Les poissons n'apprennent pas à nager de Marie-Elise Beyne (court métrage)
- 2008 : Où se trouve le chef de la prison ? de Patric Chiha : L’homme (court métrage)
- 2009 : Louise de Delphine Poudou (court métrage)
- 2009 : Domaine de Patric Chiha : John
- 2014 : Boys Like Us de Patric Chiha : Gabriel
- 2021 : Down in Paris de Antony Hickling : Frédéric

### Scénariste

#### Cinéma
- 2014 : Boys Like Us de Patric Chiha : co-scénariste